# 朴正煕
朴 正煕（パク・チョンヒ、パク・ジョンヒ、日本語読み: ぼく せいき、ハングル: 박 정희、1917年〈大正6年〉11月14日 - 1979年10月26日）は、大韓民国の政治家、軍人。軍での最終階級は陸軍大将。
1961年5月の軍事クーデターで第二共和国体制を崩壊させて国家再建最高会議議長に就任し、民政移管後の1963年から1979年まで大統領（第5代から第9代）を務めた。彼の時代から約30年間にわたって『漢江の奇跡』と呼ばれる高度経済成長が実現され、韓国は世界最貧国の層から脱したと評価される。
一方、1972年の自己クーデター及び憲法改正（十月維新）で大統領任期と重任制限を撤廃することで永久執権を図ろうとし、また民主化運動をスパイ操作や司法殺人などで弾圧したとして「独裁者」との批判的評価も受けていた。任期中の1974年と1979年の2度に渡って暗殺を図られ（1回目は文世光事件、妻の陸英修が死亡）、2回目の事件で命を落とした（朴正煕暗殺事件）。 
本貫は高霊朴氏。号は中樹（チュンス、중수）。創氏改名による日本名は高木 正雄（たかぎ まさお）。1番目の妻に金好南。2番目の妻に文世光事件で暗殺の犠牲となった陸英修。好南との間に長女の朴在玉。英修との間に、次女で第18代大統領の朴槿恵と、長男でEGテック現会長の朴志晩がある。

## 概要
日韓併合後の朝鮮半島に朴成彬と白南義の末っ子として生まれる。日本名では高木正雄(たかぎまさお)と名乗った。大邱師範学校を卒業して教員を短期間務めた。やがて満洲国軍の軍官（将校）を志し、満洲国陸軍軍官学校（大日本帝国陸軍の陸軍士官学校に相当）予科に1939年4月に入校し、1940年本科に入り、1944年4月に満洲国陸軍軍官学校本科を卒業した。大日本帝国陸軍の陸軍士官学校の留学生課程への短期間の派遣を経て、1944年9月に満洲国軍少尉に任官した。八路軍や対日参戦したソ連軍との戦闘に加わり、内モンゴル自治区で終戦を迎えた。
第二次世界大戦後、中国の北京に設置されていた大韓民国臨時政府（朝鮮系住民による独立組織）に加わり、朝鮮半島の南北分離時は南部の大韓民国を支持して南朝鮮国防警備隊の大尉となった。国防警備隊が韓国国軍に再編された後も従軍を続け、一時は南朝鮮労働党員だったことが発覚して軍法会議にかけられるが、転向して党内情報を提供したことやその能力の高さを評価した軍の将校による助命嘆願で軍籍剥奪に留まり、以後は軍の嘱託（文民）として勤務を続け、朝鮮戦争勃発により軍籍を回復する。
朝鮮戦争終結時には陸軍大佐にまで昇進、1959年には陸軍少将、第2軍副司令官の重職に就いた。一方、内戦を終えた韓国内では李承晩が行った大規模不正選挙が原因で四月革命が勃発し、第二共和国体制が成立するも、議会の混乱によって一向に復興や工業化などが進まず、また軍内の腐敗も深刻化していた。これらの状態に対して1961年5月、軍の将官、将校、士官らの改革派を率いてクーデターを決行し、軍事政権（国家再建最高会議）を成立させた（5・16軍事クーデター）。形式的な民政移行が行われた後も実権を握り続け、自身の政党である民主共和党による事実上の独裁体制を形成し、第5代から第9代大韓民国大統領（在任、1963年 - 1979年）と大統領任期を5期に亘って務め、権威主義体制による開発独裁を推し進めた。
独裁政権下では日本の佐藤栄作内閣総理大臣との間で日韓基本条約を批准して日韓両国の国交を正常化し、更にアメリカ合衆国のリンドン・ジョンソン大統領の要請を受けて1964年にベトナム戦争に韓国軍を派兵した。日米両国の経済支援を得て「漢江の奇跡」と呼ばれる高度経済成長を達成した。大韓民国は1960年代から1970年代にかけての朴正煕執政下の高度経済成長により、1970年頃まで経済的に劣位であった同じ朝鮮民族の分断国家、朝鮮民主主義人民共和国（北朝鮮）を経済的に追い越し、最貧国グループから脱した。
一方で統制的な軍事政権下では民主化などの運動は徹底して弾圧され、人権上問題のある拷問や政治犯の投獄なども行われた。1972年10月17日、突如抜き打ち的に非常戒厳令を宣布、憲法改正を行い、強権化・長期政権の継続を可能にした。長髪やミニスカート、フォークソングといった海外からの他愛ない「青年文化」と呼ばれた流行も反政府運動の温床になると懼れ、取締る有り様であった。対外政策においてはベトナム戦争に介入するなど一貫して親米政策を取ったが、米中国交正常化以後は独自核武装を推進した。しかし、そのため米国との関係が悪化し、カーター大統領の強い牽制を受けて失敗した。また日本との友好姿勢も国内の民族主義（左派ナショナリズム）から敵視される背景となった。政権後半には単独での核武装などの自主国防路線や、日本に滞在していた民主化活動家の金大中を諜報機関（KCIA）により拉致し国家主権を侵害する（金大中拉致事件）など強硬な政策を進めた。
1979年10月26日、大規模な民主化デモ（釜馬民主抗争）の鎮圧を命じた直後、自身の側近である金載圭KCIA長官により、車智澈大韓民国大統領室長共々暗殺された。享年61歳。

## 略歴
- 1917年11月14日 - 生誕。
- 1932年3月 - 亀尾公立普通学校卒業
- 1932年 - 大邱師範学校入学 。
- 1936年 - 最初の結婚。
- 1937年3月20日 - 大邱師範学校尋常科を70人中69位で卒業。
- 1939年4月 - 満洲国陸軍軍官学校予科に入校[9]。
- 1942年10月 - 満洲国陸軍軍官学校本科に入校[9]。
- 1944年4月 - 満洲国陸軍軍官学校本科を卒業し、大日本帝国陸軍の陸軍士官学校の留学生課程に短期間派遣された[9]。
- 1944年7月 - 満洲国軍少尉に任官し、大日本帝国陸軍の関東軍に配属された[9]。
- 1945年8月 - 満洲国軍中尉で終戦を迎える。
- 1946年9月 - 国防警備隊士官学校入学（2期）。
- 1946年12月14日 - 国防警備隊士官学校卒業。国防警備隊少尉に任官（軍番10166番）。第8連隊付。
- 1947年2月 - 38度線警備中隊第4警備隊長。
- 1947年7月21日 - 第8連隊作戦参謀代理。
- 1947年8月14日 - 第1連隊中隊長。
- 1947年9月27日 - 大韓民国陸軍大尉。警備士官学校生徒隊長。
- 1948年8月21日 - 大韓民国陸軍少佐。
- 1948年12月28日 - 陸軍本部戦闘情報課長。
- 1948年 - 麗水・順天事件発生後、南朝鮮労働党員であることが粛軍運動で発覚し、逮捕される。
- 1949年4月 - 軍法会議で執行免除の無期懲役、軍籍剥奪され、情報局嘱託となる。
- 1950年 - 朝鮮戦争勃発により、大韓民国陸軍少佐戦闘情報課長を復命。

- 1950年 - 陸英修と再婚。

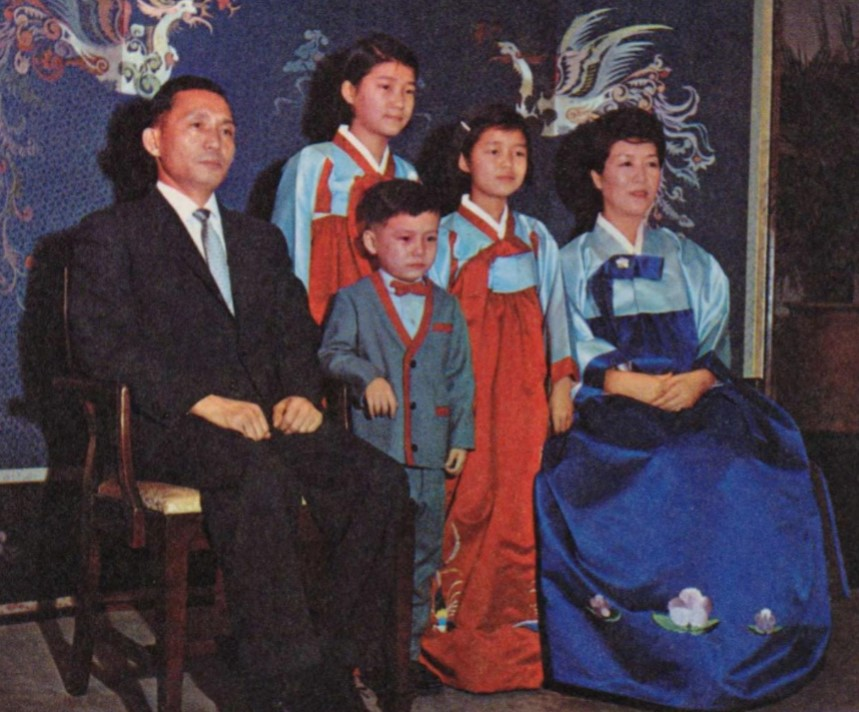
左から、朴正煕、朴槿恵、朴志晩、朴槿令、陸英修。

- 1950年9月15日 - 大韓民国陸軍中佐。陸軍本部輸送作戦指揮官。
- 1950年10月25日 - 第9師団参謀長。
- 1951年4月15日 - 大韓民国陸軍大佐。
- 1951年5月25日 - 陸軍情報学校校長。
- 1951年12月10日 - 大韓民国陸軍本部作戦教育局長。
- 1953年2月16日 - 第2軍団砲兵司令官。
- 1953年5月9日 - 第3軍団砲兵司令官。
- 1953年11月25日 - 大韓民国陸軍准将。
- 1954年1月17日 - アメリカ陸軍砲兵学校留学。
- 1954年7月1日 - 第2軍団砲兵司令官。
- 1954年9月18日 - 教育総本部砲兵監兼砲兵学校校長。
- 1955年7月1日 - 第5師団長。
- 1957年3月20日 - 陸軍大学卒業。
- 1957年3月30日 - 第6軍団副軍団長。
- 1957年9月1日 - 第7師団長。
- クーデターを指揮する朴正熙（左サングラス姿）（1961年5月18日）1958年3月1日 - 大韓民国陸軍少将。
- 1958年6月17日 - 第1軍参謀長。
- 1959年7月1日 - 第6管区司令官。

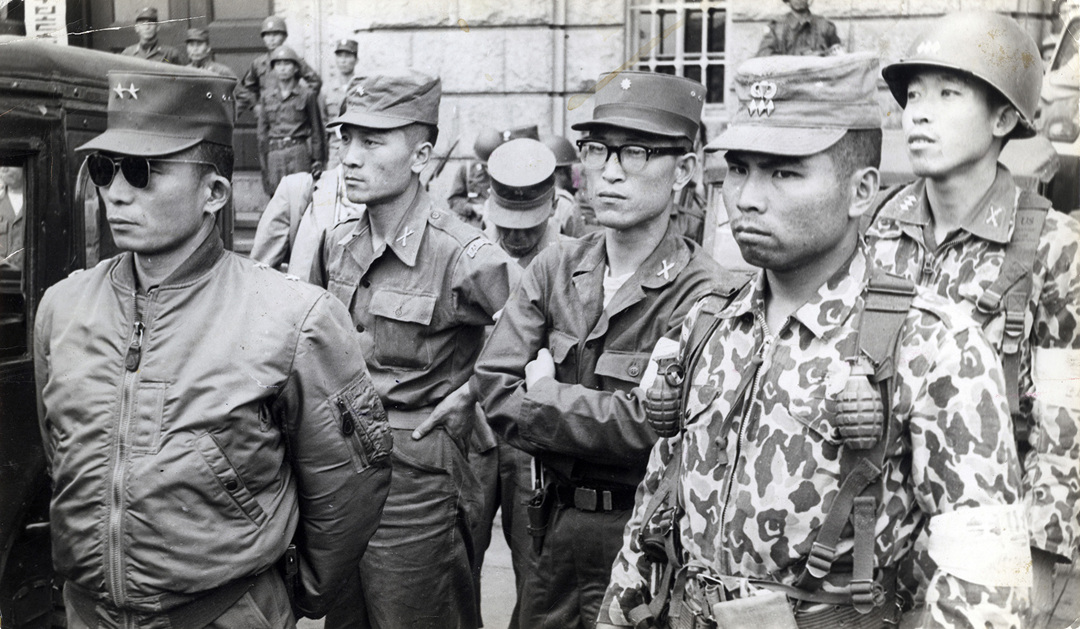
クーデターを指揮する朴正熙（左サングラス姿）（1961年5月18日）

- 1960年1月21日 - 陸軍軍需基地司令官。
- 1960年12月15日 - 第2軍副司令官。
- 1961年5月16日 - 5・16軍事クーデターを起こし、国家再建最高会議議長に就任。
- 1961年8月10日 - 大韓民国陸軍中将。
- 1961年11月1日 - 大韓民国陸軍大将。
- 1961年11月 - 訪米の途に東京で30時間ほど滞留（朴は執権期間に一度も公式訪日しなかった、最初にした韓国大統領は全斗煥）[10]。
- 1962年3月24日 - 大統領権限代行[11]。
- 1963年10月15日 - 第5代大韓民国大統領に就任。

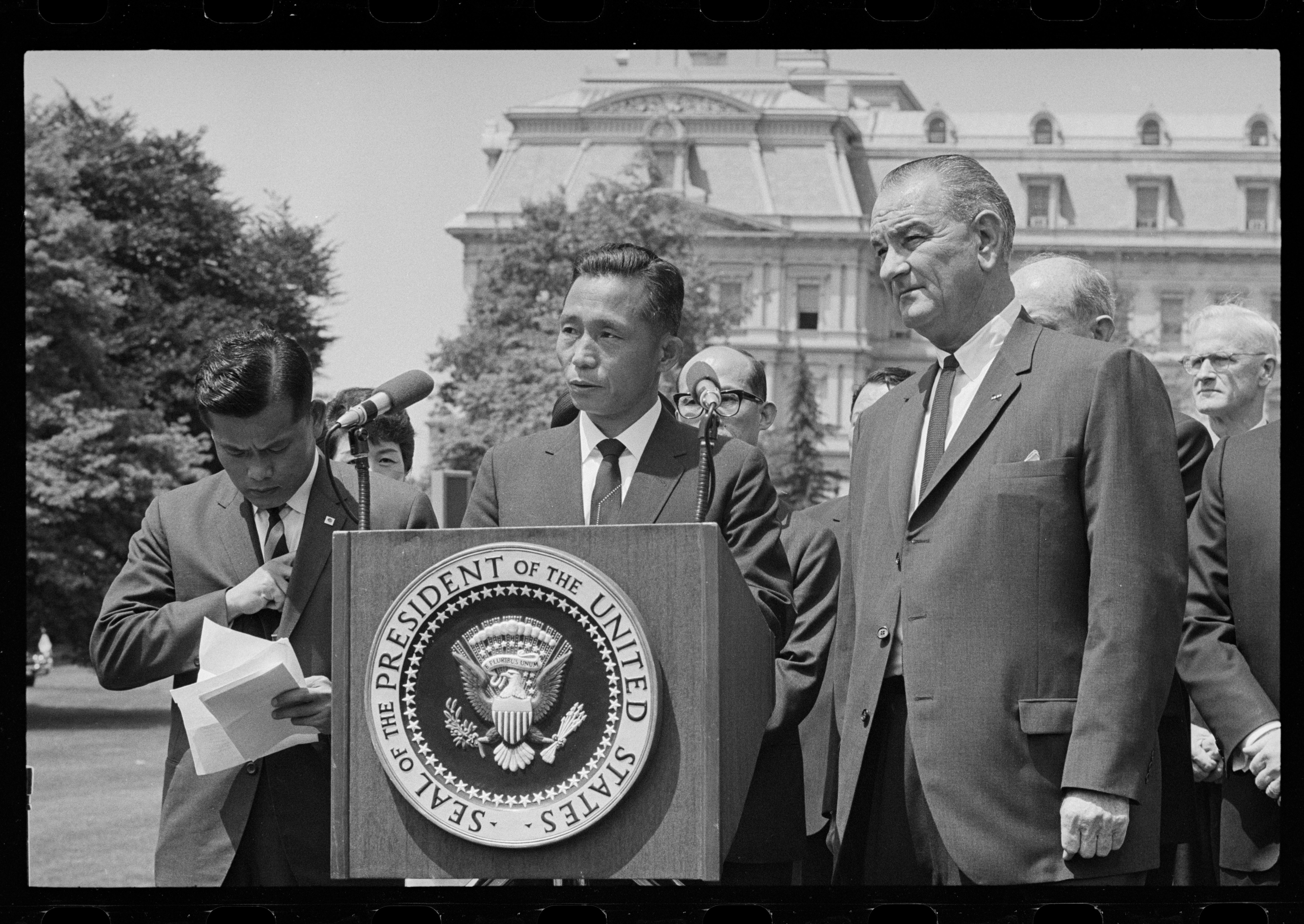
訪米時 ジョンソン大統領（右）と（1965年5月17日）

- 訪米時 ジョンソン大統領（右）と（1965年5月17日）1965年6月22日 - 日本の佐藤栄作内閣総理大臣との間で「日本国と大韓民国との間の基本関係に関する条約」（日韓基本条約）を署名。
- 1968年1月21日 - 朝鮮民主主義人民共和国（北朝鮮）が「対南工作」で派遣した朝鮮人民軍のゲリラにより青瓦台襲撃未遂事件が発生、暗殺されかける。
- 1971年8月23日 - 「北派工作員」派遣の過程で空軍2325戦隊209派遣隊（684部隊）が反乱を起こす（実尾島事件）。
- 1972年7月4日 - 朝鮮民主主義人民共和国（北朝鮮）の金日成首相と南北共同声明を発表。
- 1972年10月17日 - 「大統領特別宣言」を発表。「十月維新」が始まる。
- 1973年8月8日 - 大韓民国中央情報部（KCIA）が日本滞在中の民主化運動家金大中を拉致（金大中拉致事件）。
- 1974年8月15日 - 文世光による暗殺未遂事件発生、陸英修夫人が被災し死去（文世光事件）。
- 1976年 - コリアゲート事件発覚。
- 1979年10月26日 - 大韓民国中央情報部（KCIA）の金載圭に暗殺される（朴正煕暗殺事件）。享年61。

## 生涯

### 幼年時代
朴正煕は、日本統治下の朝鮮の慶尚北道善山郡亀尾面（クミ、現在の亀尾市）上毛洞で、貧しい農家の5男2女の末子として生まれた。彼が生まれたとき46歳だった父親の朴成彬は科挙に合格したが、韓国が日本に併合された後に没落し、墓守をしていた。彼は上流階級（両班）で、家族に中程度の土地を相続する予定だったが、1894年から1895年の東学農民革命に参加した後、一族から追放された。1916年に妻の村である上毛洞に移り、小さな土地を与えられた。後のインタビューによると、彼は妻と一緒に土地を耕さず、代わりに酒を飲んで放浪していた。朴の伝記作家であるイ・チョンシクは、朴の父は両班の地位を失ったことを受け入れていることを示すのを避けるために、働いているところを見られたくなかったのだと推測している。
朴の母親である白南義は、同世代の人々から勤勉で集中力のある人だと見られていた。彼女は家事と農業の両方をこなしていた。朴が生まれたとき、彼女は43歳だった。高齢と悲惨な経済状況のため妊娠を恥ずかしく思い、彼女は何度も中絶を試みた。しかし、息子が生まれたとき、彼女は息子に深い愛情を注いだと伝えられている。
2歳の時、火鉢に落ちて両腕にやけどを負い、生涯その跡が残った。その後の人生、傷跡を隠すためにわざと長袖のシャツを着ていたと伝えられている。1924年に7歳にして普通学校に入学した。
彼が通っていた亀尾小学校は、自宅から6キロ離れていた。毎日の長い通学と空腹が彼の体を蝕んでいた。また、学校に弁当を持って行けないほど生活は苦しく、ビタミンA欠乏のため夜盲症になった事もあった。後世、酒に酔うたびに友人や側近に「俺は本当の貧しさを知っている」と語っていたという。小学生時代の朴正煕は李舜臣とナポレオンと軍人になることへの憧れを抱いた。家が貧しい上に病弱だったが、優等で卒業した。

### 教員時代
小学校卒業後、教師からの薦めを受けて大邱師範学校を受験し、1932年に100人中51番の成績で合格した。皇民化を隅々まで強要した大邱師範学校での生活は朴正煕の気質に馴染まず、3年次には成績不振から官費支給生を脱落、4年次には成績最下位となった。一方で剣道、器械体操、サッカー、短距離走等スポーツには並々ならぬ関心を示した。朴がもう一つ強い関心を持ったのが軍事教練であった。師範学校の配属将校である有川圭一陸軍中佐 は、朝鮮人のみならず日本人にも蔑んだ態度をとる、ある意味公平な人物であったようで、これが朴の興味を引いた。有川もまた朴を大変可愛がり、動作の模範を示す訓練助教に使うほどだった。5年生で歩兵第80連隊に2週間入隊した際も模範演技に選ばれるほど関心を持ち、銃剣術は現役軍人をしのぐほどであったという。師範学校卒業後の1937年4月に慶北聞慶公立普通学校に赴任、差別的な態度をとる日本人の校長や教員に不満を抱きつつも、日本軍の軍人に憧れを抱く熱心な教師として勤務した。なお、師範学校4年次の夏休み中に金好南と結婚しているが、親の取り決めであったため全く情が移らず、結婚した事を同級生に話すこともせず、教師赴任後は終戦まで全く会いに行こうともしなかった。学芸会や運動会の団体競技で戦争を取り扱った出し物をしたり、休日には生徒たちを集めて戦争ごっこをしたり木刀で剣道を教えるなど軍国色の強い指導をしていた反面、日本人教師のいない時は生徒に朝鮮語の使用を勧めたり、授業で李舜臣や亀甲船の話をしたこともあったという。また、生徒たちに軍隊ラッパを吹いて見せ、生徒たちがその音に合わせて歌うなどして親しまれていた。しかし、日中戦争下での「総力戦」の掛け声の下で推進されていた坊主頭を拒み長髪を続けたため、1939年秋に聞慶を訪れた視学監に咎められ、酒宴の席で衝突、その後教師の職を辞した。ただし、当時の教え子によると、長髪だったのは貧しくてバリカンを持っていなかった朝鮮人生徒の側で、朴正煕は周囲の日本人教師から監督責任を問われ度々衝突していたという。また、視学監の出迎えに一人だけ行かずラッパを吹き、給仕の警告も無視したため日本人教師から袋叩きにされたということがあり、長髪事件の話はこれらのエピソードが混同して出来た可能性がある。

### 軍人時代

#### 満洲国軍

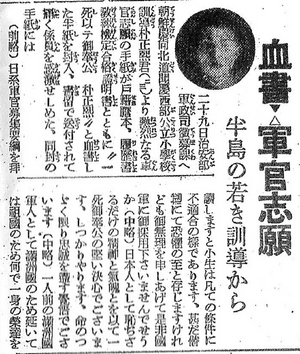
満洲国軍軍官学校の日系将校枠の受験許可を特別（年齢制限により受験資格がないため）に求める血書による嘆願書を提出（1939年3月31日付『満洲新聞』）。

1939年の教師失職後、師範学校時代の配属将校であった有川圭一陸軍中佐の推薦を受け、満洲国軍軍官（満洲国軍将校）になることを決意した。
1939年4月に満洲国陸軍軍官学校予科（大日本帝国陸軍の陸軍予科士官学校に相当、満洲国の首都新京に所在）に入校し、1942年10月に満洲国陸軍軍官学校本科（大日本帝国陸軍の陸軍士官学校に相当）に進み、1944年4月に卒業した（第2期、成績優秀により皇帝賞を拝受）。当時、満洲国軍中尉だった丁一権は軍官学校時代の朴正煕と親しく、新京で会う際にはしばしば、いずれ日本帝国主義が滅び、韓国が独立するとの旨を朴正煕から酒の席で聞いたと証言している。
1944年4月に満洲国陸軍軍官学校本科を卒業した後、大日本帝国陸軍の陸軍士官学校の留学生課程に短期間（最長で3か月間）派遣された（大日本帝国陸軍士官学校57期相当、陸士卒業生一覧に名前が掲載されている）。ただし、軍事史の権威である秦郁彦の見解では朴は厳密には陸士の卒業者ではない。
満洲国に戻った朴は、1944年7月に満洲国軍少尉に任官して大日本帝国陸軍の関東軍の麾下部隊に配属された。満洲国軍少尉に任官後、満洲国軍第5軍管区隷下 の歩兵第8団（所在地：熱河省興隆県半壁山鎮、団長：唐際栄上校）の朝鮮人将校4人のうちの一人 となった。1944年7月下旬から8月初旬ごろまで行われた八路軍討伐作戦では第8団第2連排長として参加。しかし朴の部隊は八路軍と交戦しなかったという。1945年7月に満洲国軍中尉に進級、ソ連対日参戦により1945年8月9日にソ連軍が満洲国に進攻した後、1945年8月15日の日本の降伏時は第八団の副官を務めていた。副官には甲乙の2種類があったが、朴は乙種副官であり、主に隷下部隊への作戦命令通達や団旗の管理をしていた。

#### 韓国軍

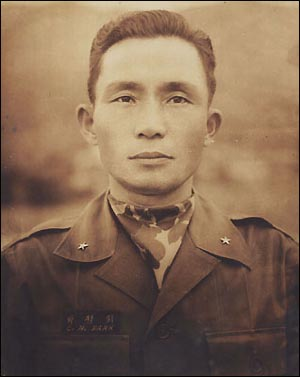
1957年の朴正煕准将

1945年8月15日に日本がポツダム宣言を受諾した後、現在の中華人民共和国・内モンゴル自治区に相当する地域で終戦を迎えた朴正煕は満洲国軍の中国人将校に武装解除された後、同1945年8月29日に北京に向かい、北京で大韓民国臨時政府の崔用徳によって大韓民国臨時政府光復軍第三支隊に編入された。
日本降伏による朝鮮解放後、1945年2月の連合国首脳によるヤルタ協定に基づいて北緯38度線を境に、朝鮮半島の南半部の連合国軍政のために1945年9月8日にアメリカ軍が仁川に上陸し、アメリカ軍は既に存在した朝鮮建国準備委員会（建準）を解体した後に南朝鮮を在朝鮮アメリカ陸軍司令部軍政庁の直接統治に置いた。大韓民国臨時政府はこの在朝鮮アメリカ陸軍司令部軍政庁と対立していたため、朴正煕は大韓民国臨時政府の「軍隊」としての帰還を許されず、1946年5月8日に「個人資格」で釜山に上陸した。
帰国後、1946年9月に、南朝鮮国防警備隊の幹部を育成するためにアメリカ軍政庁が設置した教育機関、「朝鮮警備士官学校」に2期生として入学した。翌月の1946年10月1日に大邱で共産党が指導した暴動事件、いわゆる「10・1暴動事件」が発生し、この事件で亀尾地域の有力な呂運亨支持者であった三兄の朴相煕が警察に殺害された。その後朴正煕は1947年9月に大尉に任官された。一方で三兄朴相煕が殺害された後、呂運亨が結成に関わった南朝鮮労働党 が朴相煕の遺族の世話をしていた繋がりから、朴正煕も南朝鮮労働党に入党していたが、1948年8月15日の南朝鮮単独での大韓民国建国と翌9月9日の北朝鮮に於ける朝鮮民主主義人民共和国建国後、同1948年10月19日に南朝鮮労働党に呼応した大韓民国国軍の党員将校が麗水・順天事件を引き起こすと、軍内党細胞であったことが粛軍運動により発覚し11月11日に逮捕、ソウルの西大門刑務所に送られた。この際、転向して南朝鮮労働党の内部情報を提供したことと、朴正煕の軍人としての能力の高さを評価した白善燁、元容徳、金一煥ら軍内の要人の助命嘆願により武官免職と共に1949年4月に死刑を免れた。
免職後は「陸軍情報課北韓班状況室長」として北朝鮮の情報分析に勤しんだが、1950年6月25日の朝鮮戦争勃発後、少佐として軍役に復帰し、同年中に陸英修と再婚している。朝鮮戦争中の7月14日に現役軍人に復帰した後、1950年9月15日に中佐に昇進、1951年に作戦教育局次長へと昇進し、1953年7月27日の朝鮮戦争休戦協定調印までに大佐に昇進した。朴正煕はこの朝鮮戦争時にアメリカ軍の軍人も認めるほどの筋金入りの反共産主義者となっている。
朝鮮戦争休戦後、アメリカ合衆国の陸軍砲兵学校に留学した。アメリカ陸軍留学からの帰国後は、1955年7月14日には第5師団長、1957年に陸軍大学を卒業して第7師団長、1959年7月1日には第6管区司令官、1960年1月21日には釜山軍需基地司令部司令官、同年12月15日には第2軍副司令官となった。1953年に准将、1959年に少将に昇進している。

### 政界時代

#### 5.16軍事クーデターと国家再建最高会議（1961年 - 1963年）

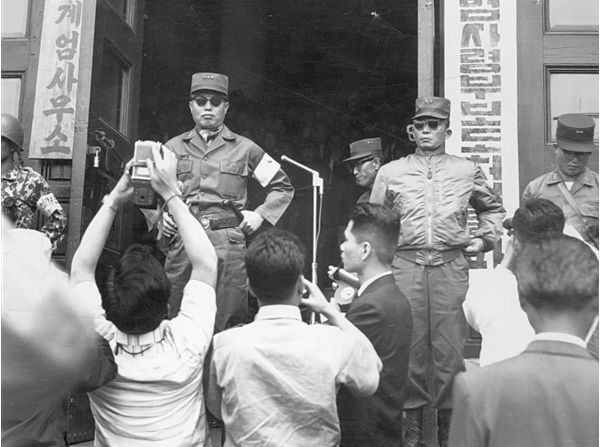
「軍事革命委員会」前で会見に応じる朴正熙少将
（中央部分・右から2人目）。

1960年4月に大韓民国初代大統領、李承晩が四月革命によって失脚した後、学生たちが南北朝鮮会談を開こうとする政治的騒乱の中、1961年5月16日に朴正煕少将は張都暎陸軍中将（当時）を議長に立てて「軍事革命委員会」を名乗り、軍事クーデターを起こした（5・16軍事クーデター）。反共産主義、親米政策、腐敗と旧悪の一掃、経済再建などを決起の理由とした。
当時、陸軍少将の階級にあり第2軍副司令官だった朴正煕は、韓国陸軍士官学校第8期生を中心とするグループに推されてクーデター・グループのリーダーになった。韓国陸士8期生は1945年の解放後初めて大韓民国が自前で訓練した軍人たちであり、その中心人物が金鍾泌だった。1961年の時点で約60万人の人員を擁した軍隊そのものの規模に比して、クーデターに動員された人員は必ずしも多くはなく、成功も覚束ぬ筈であった。朴正煕少将率いるクーデター部隊が1961年5月16日に国営放送局（KBS）を占拠した際、朴正煕少将と共に決起した兵士は全軍のうち3,600人に過ぎなかった。既に1960年の四月革命の直後、朴正煕少将は軍内人事の一新を求め、陸軍参謀総長の宋堯讃中将に対して書簡で辞任を要求していたが（「清軍運動」）、四月革命後に発足した第二共和国で8月23日に首相に就任した張勉政権下では、朴正煕や朴正煕を支持する韓国陸士8期生の求める軍内人事の変更がなされる様子がなかったために、1960年9月10日の「忠武荘決議」にて朴正煕少将は将来の軍事クーデターを決定した。
また、この5・16軍事クーデターは韓国陸軍士官学校校長が反対していたものの、陸軍士官学校11期生の全斗煥は朴正煕少将による軍事クーデターを支持し、全斗煥の呼び掛けによって陸軍士官学校生徒達がクーデター支持行進を行った。韓国陸軍士官学校11期生には後に大統領になる全斗煥、盧泰愚らが含まれており、朴正煕が嶺南（慶尚道）出身であったこともあり、同郷の全斗煥は「ハナフェ」（一心会）を結成し、尹必鏞や金鍾泌、朴鐘圭ら他の嶺南出身者との軍内政争の中で「嶺南軍閥」を築き上げた。これら軍人たちには地方の貧困層出身者が多く、彼らの信望を集めていたのが朴正煕であった。
朴正煕少将率いるクーデター部隊は軍首脳の懐柔に成功し、後に軍首脳を軍事革命委員会から一掃することで主導権を握った。クーデター・グループは自らを「革命主体勢力」と呼び、戒厳令を布いた。金融凍結、港湾・空港を閉鎖、議会を解散し、政治活動を禁止し、張勉政権の閣僚を逮捕した。当時アメリカのジョン・F・ケネディ政権は1961年4月のプラヤ・ヒロン侵攻事件の失敗により、キューバ革命後に構築されつつあったフィデル・カストロ体制の打倒に失敗したためにその後始末に忙殺されており、アメリカ国内で張勉政権を支持する反クーデター派をクーデター支持の中央情報局（CIA）が制した結果、アメリカ合衆国は朴正煕少将によるクーデター政権を認めるに至った。
軍が突然に政治の表舞台に踊り出たことは多くの人々を驚かせた。大韓民国国軍は朝鮮の政治史において例を見ない巨大勢力だった。
こうして政権を奪取した朴正煕は「軍事革命委員会」を「国家再建最高会議」と改称し、自ら議長に就任した。国家再建最高会議として朴正煕は治安維持と経済改善のためとして「国家再建非常措置法」を施行した。6月10日には秘密諜報機関・大韓民国中央情報部 (KCIA) を発足させ、初代部長には金鍾泌が就任した。7月3日にはクーデター当時に議長に立てた張都暎中将を失脚させ、軍事政権のトップに立った。これらの権力奪取の過程で軍事独裁政治色を強めていった。この軍事政権に抗議するデモが頻繁に起きるようになるが、朴正煕はKCIAを用いて押さえ込んだ。また、腐敗政治家の排除・闇取引の摘発・治安向上を目的とした風俗店摘発なども行い、「ヤクザも敵わぬ朴将軍」と言われるようになる。
朴正煕国家再建最高会議議長は政権奪取後、日韓国交正常化に意欲を見せ、1961年10月から11月にかけて日本側の大平正芳外務大臣と金鍾泌大韓民国中央情報部（KCIA）長官の交渉。
また、朴正煕自身も同年11月12日に来日、池田首相と早期妥結について会談した。この結果、「金・大平メモ」が作成され、日本による植民地支配への賠償請求権を「無償3億ドル、有償2億ドル、民間協力資金1億ドル以上」の内容で合意した。朴正煕は、この賠償請求によって大韓民国経済を立て直そうと考えていたが、「金・大平メモ」の合意額は李承晩政権期の対日賠償請求額であった20億ドルや、第二共和国期の38億5000万ドルに比べて少なかったために韓国内の世論の反発を招いた。
また、朴正煕議長は1962年に李承晩初代大統領が1948年の大韓民国建国時に採用した「檀君紀元」から「西暦」へと暦法を変更している。

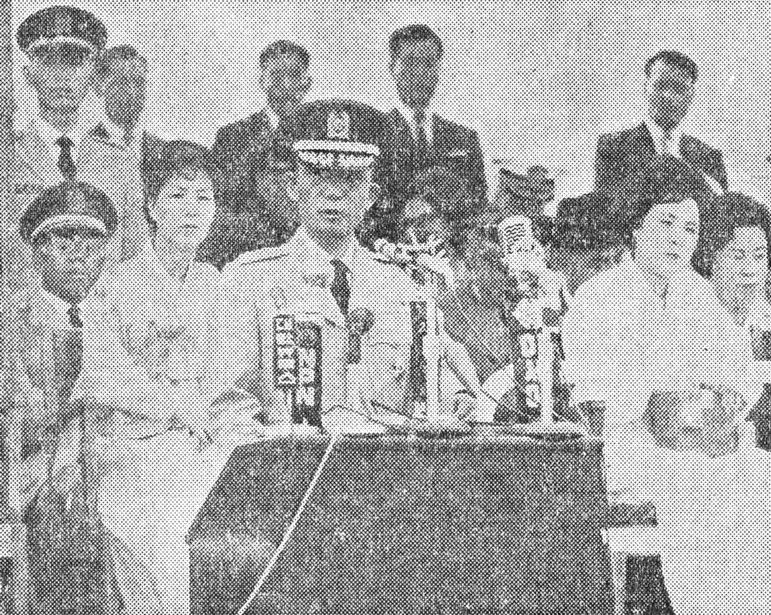
朴正熙大将除隊式（1963年）

その後、政権へのアメリカの支持を取り付けるために訪米することとなり、アメリカ合衆国大統領と釣り合う階級を与えるべきとの軍長老の進言に従い、大将に昇進した。訪米の往路、日本に立ち寄り、11月12日に池田勇人首相と会談、日韓両国の早急なる国交正常化で合意した。この時に一部日本語を使って会談したため、韓国内の反日勢力から批判を買うこととなった。訪米では民主党のケネディ大統領との会談を実現した。

#### 第三共和国時代（1963年 - 1972年）

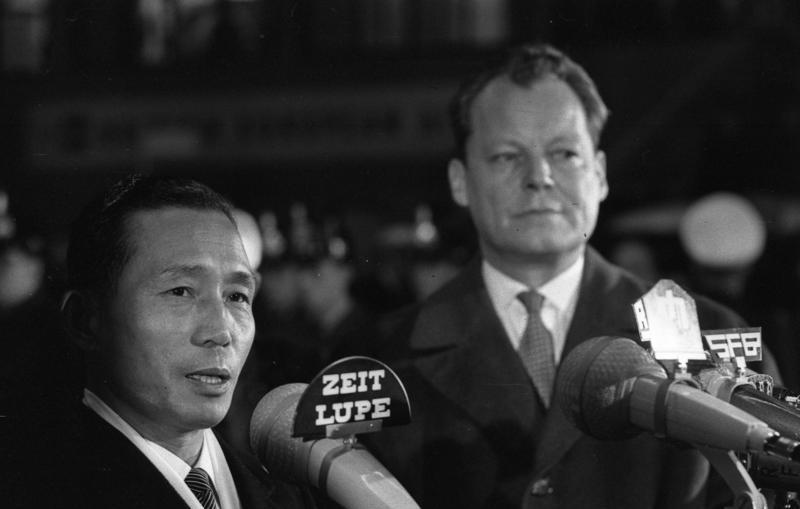
西ドイツ（現在のドイツ連邦共和国の前身）のヴィリー・ブラント社民党党首とともに（1964年12月10日）。

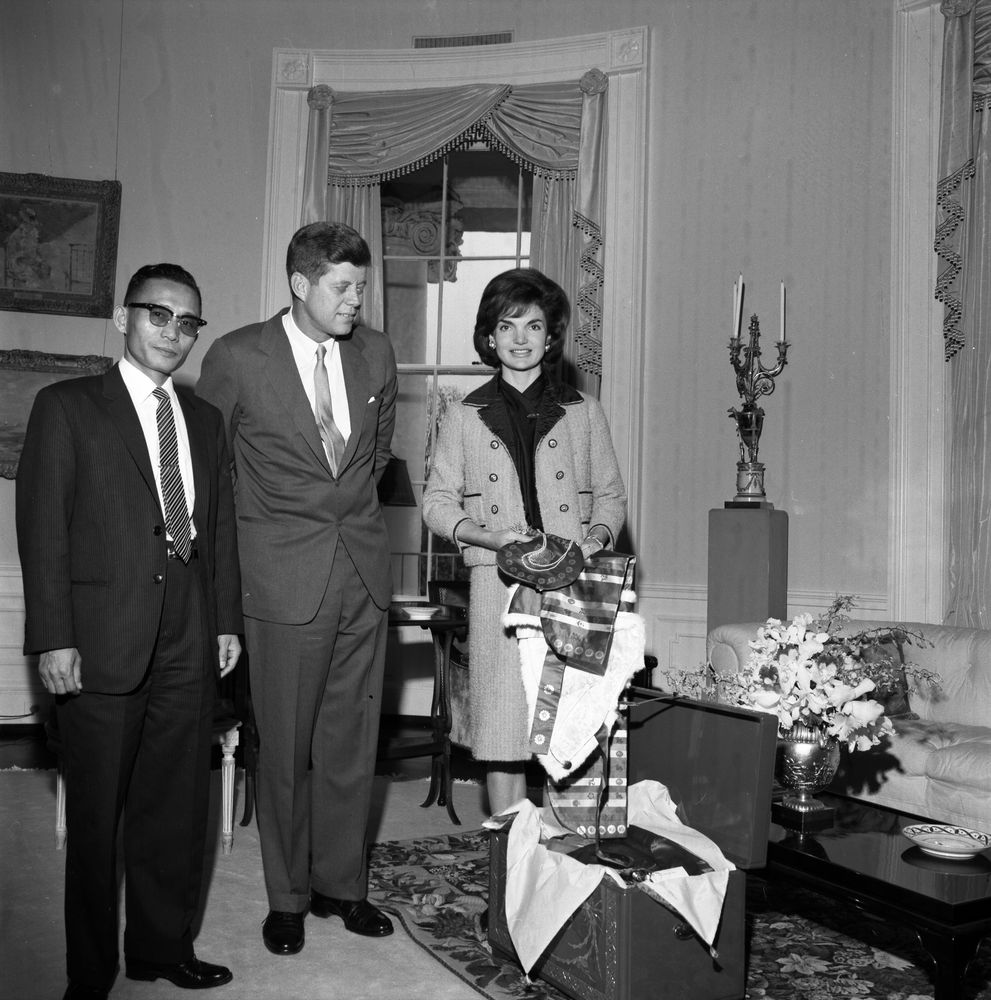
訪米時 ホワイトハウスでケネデイ大統領夫妻と（1961年11月14日）

1962年12月17日に「第三共和国憲法」が国民投票によって承認され、大統領任期を2期までに定めた第三共和国が成立した。1963年に軍事政権である国家再建最高会議が、民政に復帰した。朴正煕は8月に軍を退役して民主共和党から1963年大韓民国大統領選挙に立候補し、民政党の尹潽善前大統領を約15万票差で破って自ら第5代大韓民国大統領の座に就いた。
第5代大統領就任後、1964年1月10日の「年頭教書演説」にて自由主義陣営の結束を求めるアメリカ合衆国の意向を念頭に、朴正煕は日韓関係の改善を訴えた。これに対し、1964年4月に高麗大学の李明博 学生会長が日韓国交正常化反対デモを指導したため、朴正煕政権は1964年6月3日に学生運動に対して戒厳令を発し、李明博を含む学生運動指導者らを逮捕した。
このような国内の反対を抑えつつ、1965年6月22日には、日本の佐藤栄作内閣総理大臣との間で「日韓基本条約」を調印し、8月14日に与党民主共和党単独参加の国会でこの日韓基本条約を批准した。日韓基本条約は日本統治時代を清算するものでなく、わずかばかりの金で国を売るものであるとして、韓国国内では広範な反対運動が発生した。民主化活動家の大学生や市民、「平和線」（李承晩ライン）の堅持を求める野党民政党の金泳三 議員たちは「汎国民闘争委員会」を結成し、大韓民国国内で「屈辱外交」への激しい抵抗が繰り広げられる中、日本との条約締結が強行され、日韓国交正常化は実現した。また日本国内でも、条約に基づく巨額の資金提供は独裁政権を利するとして反対運動が起こり、大学生を中心に大々的な反対運動が展開されていた。同年12 月18日には在日朝鮮人の存在を本国政府(帰国の受け入れを拒否した李承晩政権)の責任とし、戦後に日本へ不法入国した場合や朝鮮総連などの日本で共産主義活動に加担した場合も赦すとして韓国への帰国を促す談話を発表した。
その後、1963年11月22日のダラスでのケネディ大統領暗殺事件後、副大統領から大統領に昇格した民主党のリンドン・ジョンソン政権の要請に応じて1964年に大韓民国国軍のベトナム戦争への派兵を決定した。
大韓民国のベトナム戦争派兵に際しては、南ベトナム軍以外ではアメリカ軍に次ぐ約5万人の大韓民国国軍将兵を南ベトナムに派遣し、南ベトナム解放民族戦線（ベトコン）との戦いに従事させたが、アメリカ軍と南ベトナム軍の北ベトナムへの敗色が濃厚となるに従い、韓国の民族主義的な立場からアメリカから離れていった。また、この大韓民国国軍のベトナム派兵に際し、大韓民国国軍は「フォンニィ・フォンニャットの虐殺」などの非武装のベトナム人に対する戦争犯罪を行い、ベトナム戦争終結後の越韓関係に禍根を残すことになった。
4年の任期満了に伴い、1967年大韓民国大統領選挙では与党の民主共和党から立候補し、新民党から立候補した尹潽善を再び破り、第6代大韓民国大統領に就任した。
1968年1月21日には朝鮮民主主義人民共和国（北朝鮮）が「対南工作」で派遣した朝鮮人民軍のゲリラ部隊に青瓦台の大統領官邸を襲撃され、暗殺されかけている（青瓦台襲撃未遂事件）。この暗殺未遂事件への報復のために朴正煕大統領は「北派工作員」として北朝鮮の金日成首相暗殺のために空軍2325戦隊209派遣隊（684部隊）を創設したが、1971年8月23日に684部隊は処遇を巡って反乱を起こしている（実尾島事件）。
この間、経済政策では日本を模範とした経済政策を布いた。開発独裁と言われる朴正煕の経済政策は、ソビエト連邦の計画経済をモデルにしている。例えば、1962年から始まった数次にわたる五カ年計画計画方式がそれである。また、朴正煕の経済開発手法が実際に見聞した満洲国の経済からヒントを得ているとする分析がある。それまでの輸入代替工業化政策を大胆に輸出型重工業化による経済離陸政策に切り替える柔軟性を見せた。国家主導で産業育成を図るべく、経済開発院を設立した事を皮切りに、財閥や国策企業を通じて、ベトナム戦争により得たカネとモノを重工業に重点的に投入した。これによって建設された代表的施設に、八幡製鐵所をモデルとした浦項製鉄所がある。また、「日本の経済急成長の秘密は石油化学にある」として、石油化学工場建設を急がせた。西ドイツへ炭鉱労働者と看護婦を派遣し、その給与を担保に借款を受けたことに始まり、1965年の日韓基本条約の締結により得た資金を不足していたインフラストラクチュアの整備に充てたことや、ベトナム参戦による特需などが「漢江の奇跡」と呼ばれる大韓民国の高度経済成長に繋がっていく。特に日韓基本条約に基づいて1966年から1975年2月までの間に日本から支払われた5億ドルの「対日請求権資金」は浦項総合製鉄工場、昭陽江多目的ダムの建設など韓国の第二次五カ年計画の実現に際し、「韓国の国民経済の向上発展に少なからざる寄与をしたといえる」と1976年に韓国政府によって発表された『対日請求権白書』に記された。また、韓国科学技術院を創設するなど韓国の科学技術政策を確立した。

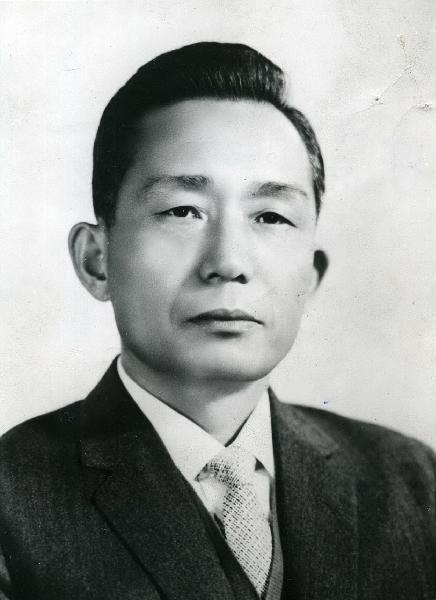
1963年に撮影された写真。

また、1970年代初頭より「セマウル運動」なる農村振興運動を開始し、1976年の農村電化率は91%に達した。
1969年に自らの大統領三選を可能とするために3選改憲を実施した後、1971年4月27日の大韓民国大統領選挙では新民党の金大中を破って思惑通り三選を果たし、第7代大韓民国大統領に就任した。なお、この就任式には日本から佐藤栄作首相が出席し、朴は式の終わりに佐藤と握手をするパフォーマンスを行った（佐藤はこの日の日記に「一寸芝居がかかったポーズか」と記載している）。この間、ベトナム戦争の行き詰まりの中、アメリカのリチャード・ニクソン大統領は1970年3月26日に在韓米軍の削減を大韓民国に伝え、翌1971年にはアメリカ合衆国と北ベトナムとの秘密交渉が進み、さらにニクソン大統領訪中計画が発表された。このような冷戦のデタントの最中、1970年8月15日の演説で南北朝鮮の平和共存を提案している。
しかし、大統領選挙は辛勝だった上に、直後の1971年5月25日に実施された国会総選挙（第8代総選挙）で野党が躍進し、与党が議会の2/3以上を占めることができなかったため、朴正煕の大統領四選は不可能となった。このことは朴正煕大統領の権力基盤を揺らがせ、国内での反体制学生運動が加速、危機感を覚えた朴正煕は1971年12月6日に「北朝鮮の脅威」を口実に国家非常事態宣言を発するなど独裁色を強めた。朴は他方で、北朝鮮の脅威に対話で臨み、1971年2月6日に発表された米韓共同声明により在韓米軍の第7歩兵師団を撤退させ、1972年7月4日に朝鮮民主主義人民共和国の金日成首相と共に南北共同声明を発表している。

#### 第四共和国時代（1972年10月17日 - 1979年10月26日）

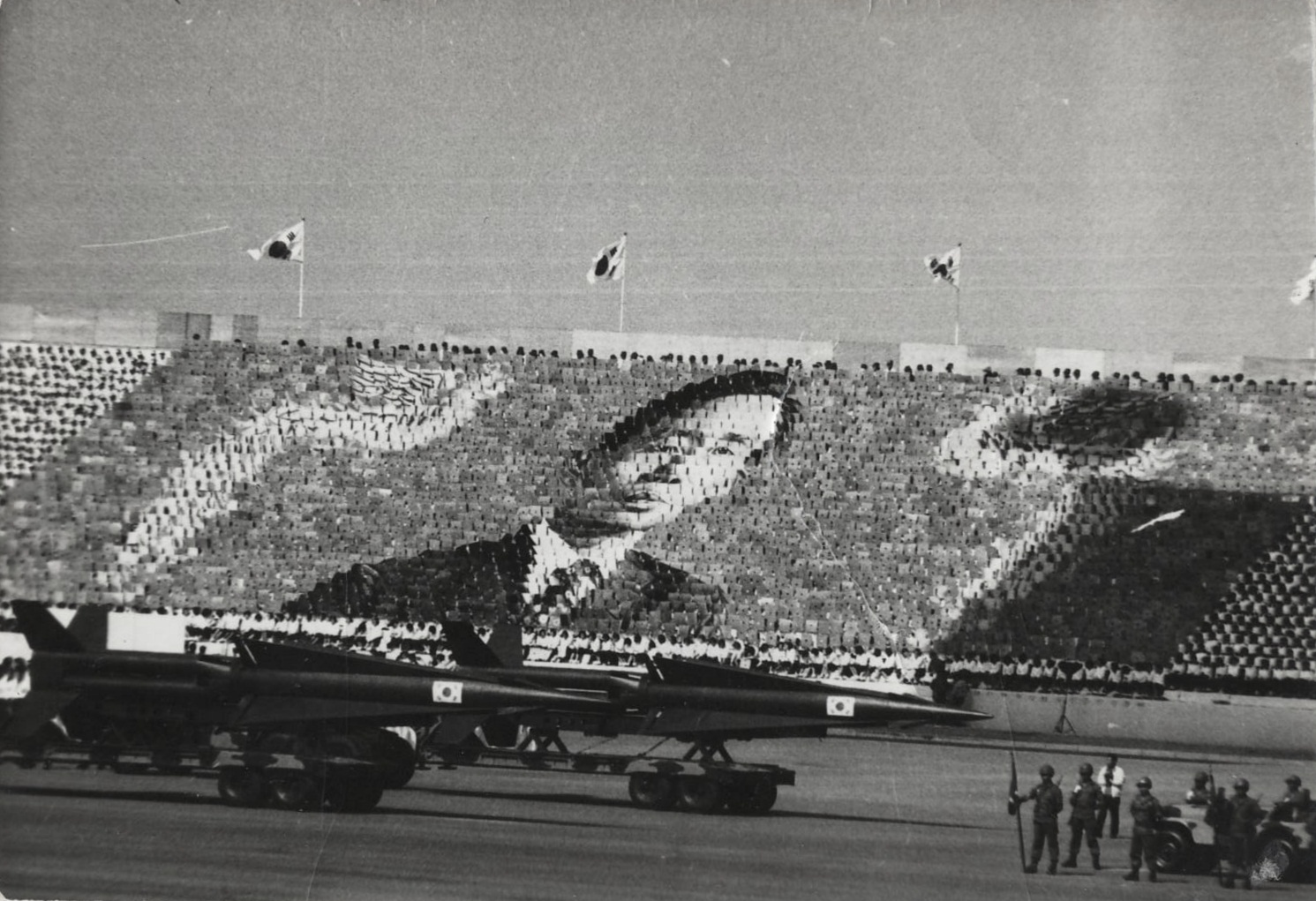
1972年10月の維新クーデターの翌1973年10月1日に行われた大韓民国国軍のパレード。朴正煕大統領の肖像がマスゲームで表現されている。

しかし、南北共同声明発表後も朴正煕大統領の内憂外患への疑念は収まらず、1972年10月17日には非常戒厳令を宣布し（十月維新）、大統領の任期を6年に延長するなどの憲法改正を行って維新憲法を制定、第四共和国に移行した。この直前の1972年10月6日に朴正煕大統領と陸英修大統領夫人の訪日計画が発表され、田中角栄内閣総理大臣との会見及び、昭和天皇主催の宮中晩餐会への出席が言及されたが、朴正煕大統領にとってこの訪日計画の発表は11日後の維新クーデターのための陽動作戦であった。

##### 金大中拉致事件
1972年10月の維新クーデター後、政治的なスローガンとして「維新体制」を標榜した。「維新体制」の下で権力基盤を強化した朴正煕は自らを脅かす者に対しては、政敵ばかりか与党の有力者であっても退け、独裁体制を維持し続けていた。1971年大韓民国大統領選挙でともに立候補者となった政敵金大中に対しては、東京のホテルグランドパレスに滞在していた1973年8月8日に大韓民国中央情報部（KCIA）による拉致事件を引き起こし、日本の世論は日本国に対する主権侵害だと朴正煕政権を批判した。金大中事件によって悪化した日韓関係は朴正煕大統領と田中角栄総理大臣の間の政治的決着によって決着したが、日本のマスメディアはその後の金大中収監に対して朴正煕政権批判を重ね、朴正煕の「維新体制」はこの金大中拉致事件によって国際的に孤立し始めた。なお、この日本側からの金大中拉致事件に際する「主権侵害」の声に対し、KCIAの李厚洛部長は日本による韓国併合こそが主権侵害だと反批判している。また、この金大中拉致事件に際し、北朝鮮は朝鮮統一問題の北側からの対話中断の意志を韓国に伝えている。

##### 文世光事件
1974年8月15日、日本統治から解放されたことを記念する光復節の祝賀行儀に参加した際、在日韓国人・文世光から銃撃され、朴正煕自身は無事だったものの、妻の陸英修が頭部を撃たれて死亡した（文世光事件）。なお、この際に用いられた拳銃は文世光が日本の警察官を襲撃し強奪したものであったことや、事件に関与したと見られる朝鮮総連を、自由民主党の一部や日本社会党などから圧力を受けた日本政府及び警察側が擁護し続けたこともあり、日韓両国の政治問題へと発展した。またこの事件は日本のマスメディアによる金大中拉致事件批判によって悪化していた韓国の世論を更に対日強硬的なものとし、在韓日本大使館にて韓国人群衆によって日章旗が焼き払われるなど、日韓関係をより悪化させることになった。ただしこのデモは金大中事件による国内の混乱や朴正煕に対する批判をかわすための官製デモだったという説が日韓の左派勢力の一部等で唱えられている。
金大中拉致事件のみならず、国家保安法や反共法などの法令による反政府勢力に対する強権的な弾圧は「維新体制」期には苛烈を極めた。共産主義者ないし「北朝鮮のスパイ」摘発に名を借りた不法な拷問・冤罪事件は枚挙に暇がない。そのうち、大韓民国中央情報部（KCIA）による1975年11月22日の「学園浸透スパイ団事件」は同時代の日本でも大きく報道された。
国内でのマスメディアへの言論弾圧も自由主義国家としては極めて異例なほどに行われ、映画の台詞ひとつまで国の検閲が及び、海外の新聞、特に朴正煕政権に批判的であった日本の『朝日新聞』『読売新聞』などは韓国への輸入が禁じられるほどであった。

##### 核武装構想とコリアゲート事件
国防政策では、北朝鮮と軍事同盟の中朝友好協力相互援助条約を結んでいた中華人民共和国の核兵器開発に対抗して、密かに核兵器・ミサイル開発に着手し、韓国の核武装を望まないアメリカと衝突した後に中止するなど、ベトナム戦争派兵で緊密となった米韓関係を損ないつつも、ハリネズミのごとく武装する「小強国」ビジョンに基づく独自の自主国防計画を推進した。
さらに1976年には在米韓国人ロビイスト朴東宣がアメリカ下院議員を買収しようとした「コリアゲート事件」が発覚し、朴正煕が構想していた韓国の核武装構想と共に、既に悪化していた日韓関係のみならず、米韓関係をも悪化させた。1976年10月の事件発覚によって悪化していた米韓関係は、1977年に大統領に就任した民主党のジミー・カーターが「人権外交」の見地から同年5月3日に韓国、ローデシア、ブラジルの三国を名指しで批判したことにより更に悪化し、カーター政権時代には在韓米軍撤退も取り沙汰されるようになった。
このような米韓関係の悪化の中で、アメリカの圧力により、朴正煕大統領は核兵器開発を一度断念したが、その後も自主国防のために1978年まで核武装を構想していた。また、水面下では当時の米中接近や日中国交正常化に影響され、三菱商事の当時の藤野忠次郎社長の後押しで中華人民共和国の新たな指導者となった鄧小平と経済協力を名目に接触し、暗殺直前まで中韓のホットライン開設も交渉していた。中韓のホットラインは2015年に娘の朴槿恵大統領が開設するまで実現されなかった。

##### 暗殺

朴正煕の葬儀

1979年10月16日から20日にかけて、釜山・馬山で大規模な民主化デモ（釜馬民主抗争）が起こった。さらに各地で続発しそうな騒然とした情勢にあった。10月26日夜、芸能界女性らも呼び寄せられていた宴席の席上で、弾圧の行く末に不安を抱いた側近の大韓民国中央情報部（KCIA）部長・金載圭によって、同じく側近だった大統領警護室長・車智澈共々射殺された（朴正煕暗殺事件）。享年61。暗殺後、国葬が執り行われ、遺体は国立墓地顕忠院に葬られている。なお、朴正煕は1985年には自ら下野すると側近に話していたという。
暗殺翌日の27日、非常戒厳令が発令された。しかし、人々はデモを敢行、治安部隊との衝突が続きながらも、「ソウルの春」と呼ばれる民主化の雰囲気が全国に充満していった。とくに民主化運動のリーダー金大中の地元の光州では大規模なものとなっていた。しかし、同年12月12日、国軍保安司令官の全斗煥とその同期で第9歩兵師団長の盧泰愚両将軍を中心とする軍内秘密組織「ハナフェ」による粛軍クーデターが発生。軍の実権はハナフェによって掌握され、翌1980年5月17日に「5・17非常戒厳令拡大措置」により戒厳令は全国に拡大され、その直後の「5.18光州民主化運動」の残酷な鎮圧（光州事件）を経て、大韓民国は再び軍人出身の全斗煥による第五共和国に突入した。

## 死後の評価
2017年5月20～22日に世論調査専門機関リサーチビューが行った歴代大統領の好感度調査（歴代大統領から最も好感を持つ人を1人だけ選ぶ調査）で25.2%を記録し2位であった（1位は54.2％を記録した盧武鉉）。世代別では60代と70代以上で1位となった。60代は42.5%、70代以上は55.0%が朴正煕を選んだ。しかし、20代で朴正煕を選んだのはわずか2.7%、30代は4.1%、40代は11.4%、50代は26.5%で、1位の盧武鉉に圧倒的な差をつけられた。20代と30代では盧武鉉、金大中の後塵を拝して3位となり、40代でも3位の金大中と1%しか差がなかった。全国の全ての地域（ソウル、仁川・京畿道、忠清(大田市・世宗市・忠清北道・忠清南道)、湖南(光州市・全羅北道・全羅南道)、大邱・慶尚北道、釜山・蔚山・慶尚南道、江原道・済州道の7つの区分）で盧武鉉の後塵を拝し、1位となった地域は1つもなかった。湖南と忠清では盧武鉉、金大中の後塵を拝して3位となり、ソウルでも3位の金大中と2%しか差がなかった。
2011年時点の大韓民国においては政治的な事情もあり、評価は各人の立場においてまちまちではあるが、一般論においては、政治面では目的のためには不当な手段も厭わなかったものの、私人としては清廉であると評価されつつあった（もっとも、朴正煕が清廉な人物であったという説には後述のように強い異論がある）。
1999年にはアメリカの雑誌『タイム』で「今世紀もっとも影響力のあったアジアの20人」に韓国人から唯一選ばれている。

### 肯定的な評価

#### 経済成長基盤の構築

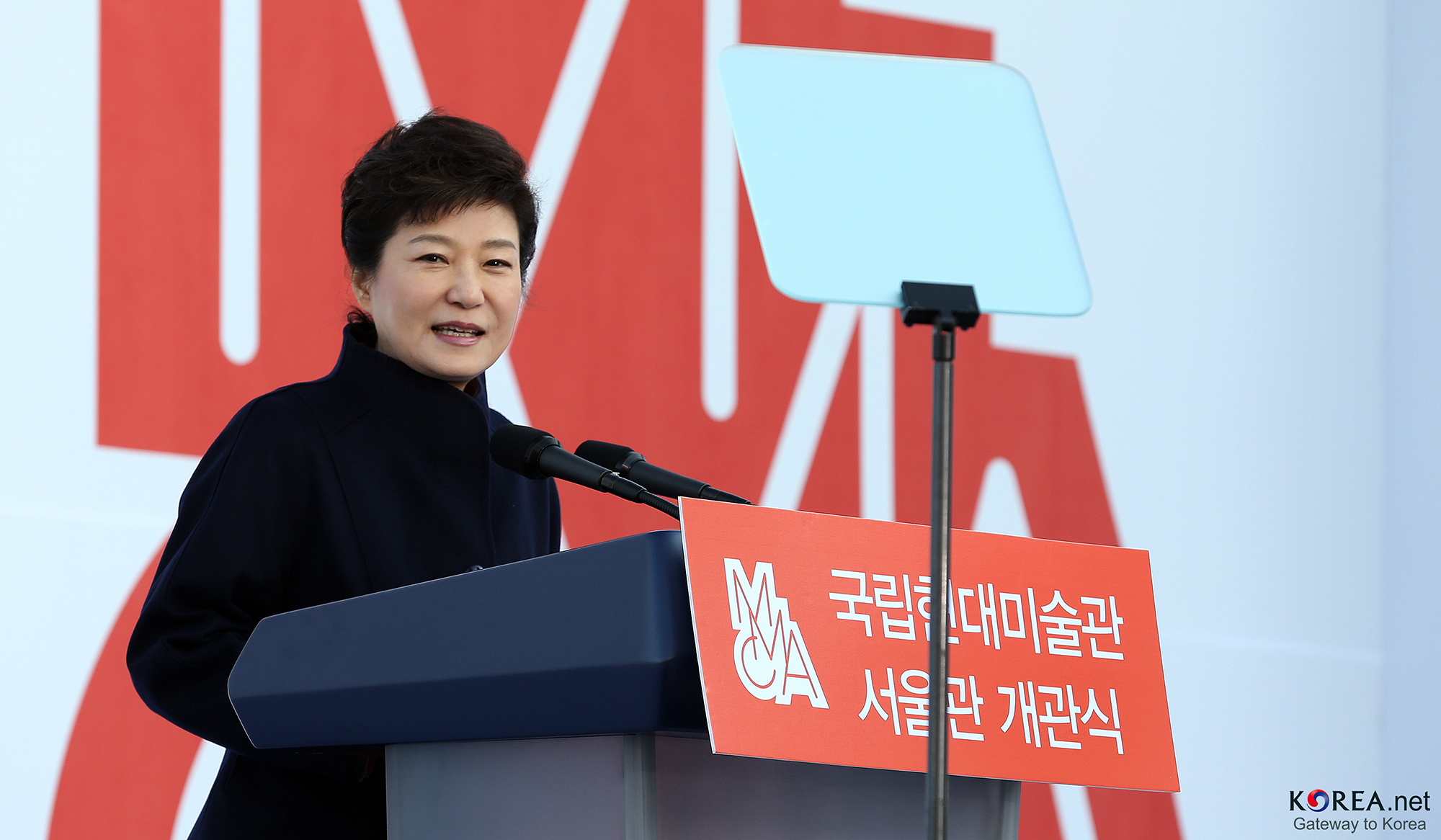
朴槿恵は父・朴正煕の功績にあやかって「第2の漢江の奇跡」を掲げて2013年2月25日に第18代大韓民国大統領に就任した。

朴正煕の死後、早くから目をかけてきた軍人全斗煥が、1980年5月17日に「5・17非常戒厳令拡大措置」で実権を掌握した後、第11代、第12代大韓民国大統領として朴正煕の開発独裁路線を継承したため、強圧的な独裁政治は批判され続けていた。しかし、1987年6月29日の「民主化宣言」以後、その達成感によって民主化運動が退潮し始めたこと、生活が豊かになったと国民が感じ始めたことで、開発独裁下に於いて実現した「漢江の奇跡」と呼ばれる高度経済成長により、大韓民国を中華民国（台湾）・シンガポール・香港と並ぶ「アジア四小龍の一つ」とまで言わしめることとなる足がかりを作ったことや、軍事政権下の治安の良さを再評価する動きが出て来た。
特に政敵であった金大中が、1997年大統領選挙を控えて保守票を取り込むために統合を掲げながら朴正煕時代の経済発展を評価することもした。もちろん、金泳三のように死ぬ日まで朴正煕を批判した政治家もいた。金泳三の場合、経済政策も場面内閣計画をクーデター、全部奪って行ったとし、朴正煕を低く評価した。
内政は典型的な開発独裁であり、軍人としては珍しく強い経済マインドを持つ人物だった。朴正煕が経済を最優先とした理由については様々な議論がある。子供のころの貧しさからの経験であるという主張に加え、5.16クーデタの他の主要人物も経済成長を重視したという主張もある。批判的な立場からはクーデタ政権の継続的な権力掌握の正統性確保のためだったとする主張もある。経済成長のモデルケースとして朴正煕は春秋戦国時代の中国や明治維新期の日本の富国強兵の論理をよく強調したという。
クーデター直後、最初に着手したのは農村における高利債整理法（一種の徳政令）であった。工業化にある程度成功した頃には農業の遅れが目立つようになり、それを取り戻すべく、農業政策においてはセマウル運動を展開し、農村の近代化を果たした。また、高速道路の建設にも力を入れた。教育政策にも、高等学校を大幅に増設し、高等教育機関への進学率をアジア随一のものにさせるなど力を入れた。また人事面においても、釜山市の都市建設で力量を発揮した工兵将校出身の金玄玉をソウル市長に抜擢するなど、格式を無視して人材を要職に登用した。
終生のライバルであった同じ朝鮮民族の分断国家、朝鮮民主主義人民共和国（北朝鮮）の初代最高指導者、金日成に体制競争を挑み、1961年の5・16軍事クーデターの時点では北朝鮮よりも経済的に貧しかった大韓民国を「漢江の奇跡」による高度経済成長の実現で経済格差を付け、南北朝鮮の力関係が大きく変化したことは、東アジア地域の国際関係にも変化をもたらした。経済的な成功を体制の正統性の根拠としてアピールしたのは、むしろ朴正煕登場以前の北朝鮮であり、「漢江の奇跡」によって大韓民国に追い抜かれた北朝鮮は、経済面のみならず人民に対して支配を正当化する上でも慢性的な苦境に陥った。
支持者からは「独裁政権」ではあるものの、日本から経済援助を引き出し、韓国に秩序と経済発展をもたらしたのも事実であり、見直すべきとの声も根強い。かつて朴正煕批判で職を追われたことがある趙甲濟も、「日本の一流の教育とアメリカの将校教育を受けた、実用的な指導者だった」と、暗殺事件の取材を通じて以前の否定的な見解を変えている。
ただ、朴正煕批判者たちの間では、経済的成果が、支持者たちによって誇張された面が多いという指摘も出ている。引用される数値もまちまちであること、在任中に経済成長率よりも物価上昇率が高い物価高の時代だった事など、任期期間と莫大な海外援助金を考慮すれば過大評価されたという批判もある。 さらには海外から受け取った援助金をスイスの銀行などに個人資産として着服した疑惑もマスコミを通じて地道に出ている。
1997年、韓国のIMF経済危機以降、2000年代、朴正煕再評価が行われて人気を得たが、2010年代、盧武鉉元大統領に人気を追い越された 。
朴正煕の経済政策は"圧縮成長"と呼ばれる。 これは早いスピードで経済成長の基盤をなす意味のほかにも、労働弾圧など様々な問題には、目をつぶって"効率最優先"路線を走ったという批判的意味も含む。

### 否定的な評価

#### 民主化運動弾圧
朴正煕が終始民主化運動を徹底的に弾圧し、終身大統領として自身の権力を死ぬまで保持しようとしたこと、朴政権下での拷問、不当逮捕を含む強権政治が大統領の死後も2代の軍事政権に引き継がれ、韓国の民主化を阻んだことも事実であり、内政における自由化が遅れる原因となった。
批判的な見地からは、独裁者としての批判に加えて、朴正煕を日本統治時代における対日協力者・親日派とする意見もあり、実際2005年8月29日に韓国の市民団体民族問題研究所、ならびにその傘下の親日人名辞典編纂委員会より発表された「親日人名辞典」の第1回リストに記載された。2004年に日本統治時代の対日協力者を解明するための日帝強占下反民族行為真相糾明に関する特別法が可決され、その時代に日本の陸軍士官学校で学び、満洲国国軍に参加していた朴正煕もそれに含まれる（最終的には保守派の反対を受け、該当しないように配慮されることとなる）という一幕もあった。
これらは韓国で行われている歴史見直しの一環であるが、次期大統領選絡みで、朴の娘であり有力候補の一人であったハンナラ党（当時名称）党首・朴槿恵の人気低下を狙ったという見方もある。朴正煕や全斗煥政権など韓国の軍事政権が行った開発独裁政治に、日本統治時代の朝鮮統治の手法や理念がどれだけ影響を与えていたかは、歴史家によって意見がまちまちである。
国外からは、反共産主義同盟の強化を意図するアメリカ政府や日本政府などを除けば、朴正煕政権は批判的に評されることが多かった。特にセマウル運動については、農業近代化であるよりも相互監視を機能させるための農村の強制的な組織化であるとして、全体主義的な組織化になぞらえる論考も日本では生まれた。

#### 韓国軍のベトナム戦争派兵
金完燮によれば、ベトナム戦争に大韓民国国軍（大韓民国陸軍及び大韓民国海兵隊）を2個師団プラス1個旅団の延べ3万名、最盛期には5万名を派兵した。韓国軍は30万人を超すベトナム人を虐殺したとも言われ、ベトナムでは村ごとに『タイハンの残虐行為を忘れまい』と碑を建てて残虐行為を忘れまいと誓い合っている、としている。
アメリカは見返りとして、韓国が導入した外資40億ドルの半分である20億ドルを直接負担し、その他の負担分も斡旋した。また、戦争に関わった韓国軍人、技術者、建設者、用役軍納などの貿易外特需（7億4000万ドル）や軍事援助（1960年代後半の5年間で17億ドル）などによって韓国は高度成長を果たした。
ハンギョレ21のク・スジョン通信員は、派兵された韓国軍部隊が現地でベトコンと見なした一般市民を女性や子供も含めて虐殺する事件やベトナムの女性を強姦する事件、その他数々の蛮行を起こし、生存者の韓国軍の行為に関する証言で共通な点は、無差別機銃掃射や大量殺戮、女性に対する強姦殺害、家屋への放火などを挙げている。
また、強姦により韓越混血児ライタイハンが数万人生まれたことが確認されている。
ベトナム戦争自体にベトナムの独立運動を妨害・抑圧する性格（フィデル・カストロやチェ・ゲバラらによる1959年のキューバ革命など、東西冷戦期のアジア、アフリカ、ラテンアメリカの植民地や低開発国に於ける民族解放運動は共産主義との関連が強かった。ベトナム戦争も参照）があったのではないかという問題もあって、ベトナム人の視点からすれば朴正煕大統領はまぎれもない「侵略者の一員」であるとベトナム人の大多数及び韓国・日本の左派歴史学者を中心に指摘されている。とりわけ、韓洪九は自著『韓洪九の韓国現代史』（元は『ハンギョレ新聞』連載コラム）でベトナム戦争の植民地解放運動への圧迫としての面を重視し、日本による侵略に苦しんだ韓国の近現代史と重ねながら、朴大統領のベトナム戦争参戦を批判している。

### 生家放火事件
2016年12月1日午後3時15分頃、慶尚北道亀尾市にある朴正煕の生家が放火され、朴元大統領の追悼館（57.3m2）内部が全焼し、朴元大統領と陸英修夫人の遺影も焼失した。警察は現場から100m離れた駐車場をうろついていた48歳の京畿道水原市在住の男を放火の疑いで逮捕した。取り調べに対し、放火の理由として朴槿恵大統領が退陣しないことを挙げ、電車でやって来たと供述したことが報道された。犯人は、2007年にもソウルにある三田渡碑を損壊して懲役1年6か月（執行猶予2年）となり、2013年12月12日には大邱市の盧泰愚の生家にも放火し、懲役1年6か月（執行猶予3年）となっていた。
2017年4月25日、陪審員7人全員が有罪と判断、懲役4年6か月の実刑が下された。またこの裁判で全斗煥の生家にも侵入していた事実が明らかになった。
2017年5月2日、「不義に抵抗した正当な行為」で「刑が重すぎる」と主張して、控訴。
2017年8月29日、全斗煥の生家では人命被害を憂慮して放火しなかった点、朴正煕の生家では被害を賠償する意志がある点などから、懲役3年に減刑される 。

## 人物
2016年11月に朴正煕の実兄の朴相煕の娘・朴栄玉の夫であり、朴正煕政権で国務総理を務めた金鍾泌は、朴正煕は実際には弱くて疑い深い人だったと評した。
元国連大使の韓丙起は娘婿、元国会議員の朴在鴻と元大韓サッカー協会長の朴埈弘は甥、元国会議員の陸寅修は妻の兄、歌手・俳優のウン・ジウォンは長姉の孫である。

### 日本に関する逸話
1961年11月に訪米の途で東京により、池田勇人首相らと会談のため30時間ほど滞留しただけで、朴は執権期間に一度も公式な訪日をしなかった。恩師だった南雲親一郎（満洲国陸軍軍官学校校長、元・陸軍少将）とは昼食会で再会した。

#### 用日
金完燮『日韓「禁断の歴史」』によれば、福田赳夫が韓国を訪問した際、酒席において日韓の閣僚たちが日本語で会話をしている最中、韓国側のある高官が過去の日本統治時代を批判する旨の発言を始めたところ、その高官をなだめた上でこう語っていた、としている。
また、無名の若者たちが国の近代化を推し進めた明治維新を「明治維新の志士を見習いたい」と称賛していた。特に、中心人物の一人である西郷隆盛を尊敬し、西郷が語った「子孫のために美田を買わず」という言葉を好んで使っていた。
日韓国交正常化のための日韓基本条約の立役者で朴大統領の命令で日本側と秘密交渉に当たった大韓民国中央情報部初代部長を務めた金鍾泌は「反日より用日こそが困難な道」という話をよく朴大統領と交わしていたほど朴は用日をするために国内（後述の反日教育）を隠して日本側と接触する時には親日的な言動をしていた。朴は巧みな話術で日本側の信頼を得て、日韓基本条約で得た莫大な資金・投資・技術供与、アメリカ・ヨーロッパの援助を元手に経済優先する行動で経済協力を引き出す用日に非常に卓越した人物だった。

#### 竹島問題
竹島をめぐる領有権問題について、民主統合党の文在寅は2012年の大統領選挙戦に於いて米国立文書保管所の国務省機密対話備忘録を引用し、「朴正熙元大統領は1965年にラスク米国務長官に対して1965年6月の韓日協定妥結直前に米国を訪問し独島爆破発言をした。」と提示、「その島（独島）を爆破してなくしたかったと話した」とした。なお、石原慎太郎も同様の発言を本人から聞いたと述べている。これに対し朴槿恵陣営の趙允旋（チョ・ユンソン）報道官は、「外交文書によるとこの発言は日本側がしたことになっている」として文候補の主張を「明白な虚偽事実流布と嘘」と規定している。
また、椎名悦三郎外相が日韓基本条約署名1日前の1965年6月21日に李東元外務部長官と交わした対話を記録した日本外務省文書 (1965.6.22.15-226) によると、李長官は、「朴大統領は竹島問題を日韓会談の議題外とするように指示されるとともに、本件は韓国政府の安定と運命にかかわる重大問題であり、もし韓国側として受諾しうる解決策がないならば日韓会談を中止してもよいとまでいわれている。」と日本側に明らかにしている。

#### 反日教育
韓国出身の日本評論家である呉善花は、朴正煕執政下の1960年代には韓国国内にて、韓国を日本に比較し文化的に優位に位置づける反日イデオロギーが教育の中で国民に教えられたとしている。
一方で、李承晩時代に禁止されていた日本語教育を中高等教育において再開させている。

#### 金大中拉致事件に於ける日本への主権侵害
2007年10月、韓国政府は、朴正煕政権の方針に反発して日本で民主化運動を推し進めていた金大中が1973年8月8日に日本国内で拉致された金大中事件に関して、大韓民国中央情報部 (KCIA) の関与があり、同時にそれを統括・指揮していた朴正煕から暗黙の了解を得て行っていたとする公式発表を行った。この事件について当時の日本では内閣総理大臣田中角栄が朴正煕政権との間で政治決着を行ったが、日本国内からは「主権侵害」だとして朴正煕政権批判の声が挙がった。

#### 文世光事件
文世光事件は日本の警察から奪取した拳銃を用いた在日朝鮮人による犯行であったにもかかわらず、日本から謝罪の声明が出されず朝鮮総連の関与も明確に認めなかったことに立腹し、「日本は本当に友邦なのか？」「（日本と断交しても）安保、経済に問題はない」、「日本は赤化工作の基地となっている」という発言まで出すに至った。
日韓の外交筋の取り成しにより断交こそ回避したものの、陸英修夫人の葬儀に参列した日本首相田中角栄が「えらい目に遭われましたね」と他人事の様に話したため、朴を更に憤慨させたと言われる。

#### 福田恆存との親交
朴正煕は日本の英文学者・劇作家で保守思想家としても評価の高い福田恆存と親交を結んだ。福田は1979年10月26日の朴正煕暗殺事件の報せを聞き、追悼文「孤獨の人、朴正煕」を書いている。福田はその中で、朴と昼食を共にした時のことを回想し、以下のように書いている。

### 朝鮮史観
朴正煕は自著『国家・民族・私』で、次のような言葉を遺している。
さらに自著『韓民族の進むべき道』で、李氏朝鮮について次の言葉を遺している。
この様に朴は朝鮮史における事大主義と属国性を自覚していた。朴正煕は自著『韓民族の進むべき道』で、韓国人の「自律精神の欠如」「民族愛の欠如」「開拓精神の欠如」「退廃した国民道徳」を批判し、「民族の悪い遺産」として次の問題を挙げている。
- 事大主義
- 怠惰と不労働所得観念
- 開拓精神の欠如
- 企業心の不足
- 悪性利己主義
- 名誉観念の欠如
- 健全な批判精神の欠如

### 李王家との関係
歴史観では李氏朝鮮に批判的だった朴正煕だが、韓国初代大統領の李承晩が妨げていた大韓帝国最後の皇太子である李垠・李方子夫妻の韓国への帰化を認めて生活を支援 し、李氏朝鮮と大韓帝国の皇室の祖先を祀る永寧殿に李垠の位牌を「懿愍太子」の諡号でおさめる など李王家の諸個人には好意的だった。

### 愛妻家説
生涯で2回結婚（もう1回は同居）しており、陸英修夫人とは見合いを経て結婚したが、恥ずかしがり屋であったために、見合いの際には酒を飲んでから臨んだ。
陸英修夫人とは仲の睦まじさを演出したが、家庭内では夫人が「青瓦台（大統領官邸）の中の野党」の役割を果たし、政治的な助言も惜しまなかったため、時々夫婦喧嘩をしていたという。だが、終生、陸英修夫人に対してはただの妻以上に尊敬し続けた。
しかし、上述の金鍾泌インタビューなどによると、これは美化された面もあるとみられる。 陸英修は、金鍾泌家族にとても冷たかったと、浮気者だった朴正熙の浮気のために苦労する夫婦げんかの末に顔にあざができたりもしたというエピソードは韓国で有名な話である。
実際、朴正熙は陸英修の死後女色に陥って暗殺される日まで大統領府、安家の宮井洞で、若い女性たちと酒宴を行った。この時中央情報部要員たちが朴正熙採紅使役を分割したりもした。

### 清廉説
一部の朴正熙支持者たちは朴正熙が独裁はしたが、清廉な人物であったと主張する。 しかし、上述のように朴正熙は在任期間中に、若い女性たちとの放蕩な酒宴を随時要求している。
また、当時海外援助金の一部をスイスにある銀行の秘密口座に着服したという話は韓国で有名である。 実際、1970年代当時、米国議会内のロビー事件の現場コリアゲートに朴正熙を調査していた米国捜査官たちは彼のスイス口座を確認したという。 2017年SBS時事番組プロではスイスの口座の存在を認めている朴正熙側近のインタビューも出た。
ただ、彼らは時代が時代だから政治資金などに活用しただけで、朴大統領は個人着服する性格ではないと主張した。 しかし、朴正熙暗殺後、着任した全斗煥新軍部政権は、当時の大統領府、朴正熙金庫にあった9億ウォンを生活費として朴槿恵に渡した。

### 宗教
朴正煕はキリスト教信者ではなく、キリスト教に好意は持っていなかった。 しかし、当時反体制性向が濃かったキリスト教界で自分の味方を育てたいと、1975年に「大韓救国宣教団」を創設している。この時総裁となったのが、後の崔順実ゲート事件の始発点である崔太敏である。

### 好物
カルグクス（韓国式うどん）が好物で、青瓦台で食事会が行われると必ず出た。このため大統領に呼ばれることの隠語として、"カルグクスに呼ばれる"と言われていた。また、慶尚北道式にプゴク（干しタラ）の味噌づけを齧りながらマッコリを飲むのが、お決まりの晩酌のスタイルだった。マッコリはあれこれ問わず好きだったが、軍時代は大邱の「不老マッコリ」や釜山の「山城マッコリ」、大統領時代はペダリの「高陽米マッコリ」を好んでいたという。
その他は庶民的なものを好み、ソウル市中区にある「富民屋」のチュオタン、軍浦駅前の「軍浦食堂」のソルロンタンを好んだ。砲兵学校長時代の部下によれば、主に菜食だったともいう。

## 著作
- 『国家と革命と私』1963年。（のち図書出版地球村で再発刊、1977年）（朝鮮語のPDFファイルあり）
- 『朴正煕大統領選集 第一巻』朴聖煥（訳）、アジア政経研究所、1969年。
- 『朴正煕選集 1 韓民族の進むべき道』鹿島研究所出版会、1970年6月1日。
- 『朴正煕選集 2 国家・民族・私』鹿島研究所出版会、1970年6月1日。
- 『朴正煕選集 3 主要演説集』鹿島研究所出版会、1970年6月1日。
- 『民族の底力』金定漢（訳）、サンケイ新聞社出版局、1973年2月10日。
- 『平和統一の大道 朴正煕大統領演説文選集』大韓民国大統領秘書室、1976年3月1日。

## 関連作品
映画
- 『大統領の理髪師』（2004年） - チョ・ヨンジンが朴正煕をモデルとした大統領を演じている。
- 『ユゴ 大統領有故』（2005年） - ソン・ジェホが朴正煕を演じている。
- 『ラスト・プリンセス 大韓帝国最後の皇女』（2016年） - キム・スンフンが朴正煕を演じている。
- 『KCIA 南山の部長たち』（2020年） - イ・ソンミンが朴正煕をモデルとしたパク大統領を演じている。
- 『キングメーカー 大統領を作った男』（2022年） - キム・ジョンスが朴正煕をモデルとしたパク・キスを演じている。
- 『オン・ザ・ロード〜不屈の男、金大中〜』（2024年） - ドキュメンタリー。

テレビドラマ
- 『第4共和国』（1995年） - イ・チャンファンが朴正煕を演じている。
- 『第5共和国』（2005年） - イ・チャンファンが朴正煕を演じている。

## 脚註

### 註釈
1. ↑  農村部貧困家庭の末子であったことは、朴正煕のメンタリティーを考えるうえで重要な要素である。
2. ↑  鹿児島県士族出身、陸士25期。のち第64旅団長として沖縄戦に参加し自決。陸軍中将
3. ↑  他は申鉉俊上尉、李周一中尉、方圓哲中尉がいた。
4. ↑  韓国陸軍士官学校の前身である。
5. ↑  共産主義政党。1949年6月30日に北朝鮮労働党と合併して朝鮮民主主義人民共和国（北朝鮮）の執政党たる朝鮮労働党となる。
6. ↑  陸軍士官学校第8期生はそれまでの士官と性格を異にしている。韓国の陸士第1期生から第7期生までは旧日本軍の朝鮮軍勤務者と、即席で訓練されて士官になった者たちで編成されていた。これに対して第8期生は1年間の訓練を受けている点、第1期生から第7期生を合わせた数に近い1,800人を擁していたという点などで特異な存在だった。陸士第8期生は朝鮮戦争において大韓民国国軍の主要な役割を担い、その後も韓国現代史において大きな影響力を持っていた。
7. ↑  5・16軍事クーデターによって軍の存在が政治勢力として初めて認識された。軍を政治勢力として捉えるならば、大韓民国国軍は当時において最大であるだけではなく朝鮮の歴史において最大の政治勢力だったと言える。国軍はクーデター時に約60万人を擁していた。そのうち53万人が陸軍である。これに比して、韓国併合時に日本によって解散させられた大韓帝国軍は6000人の規模でしかなかった。このことは長い李氏朝鮮の歴史において軍備が縮小される一方だったこととも関係している。
8. ↑  李明博は2008年2月25日に第17代大韓民国大統領に就任した。
9. ↑  金泳三は1993年2月25日に第14代大韓民国大統領に就任した。
10. ↑  クーデター時の朴正煕は重工業化と輸出によるテイクオフを構想してはいなかったと言われている。輸出型工業化を図るという経済政策を採用したのが政権奪取後であることも官僚的権威主義体制モデルがしばしば適用される理由の一つである。
11. ↑  「学園浸透スパイ団事件」はソウルに留学していた在日韓国人・徐勝と徐俊植の兄弟が首謀者とされたことや、徐勝が顔から半身に火傷を負った姿で法廷に現れたことなどから、日本で騒がれた。特に火傷は拷問によるものだと信じられた（のちに火傷を負ったのは拷問中に苦痛に耐え切れず自殺を図ったためと判明）。日本では徐兄弟の救援運動が展開され、徐勝・徐俊植『獄中からの手紙』（岩波新書 ISBN 4-00-420163-2）はベストセラーになった。また、徐勝は実際に北朝鮮の工作船で同国に密かに入国、実際に工作員として教育を受けていたことが現在では明らかになっている。
12. ↑  他の19人は以下の通り。昭和天皇、ホー・チ・ミン、ポル・ポト、三宅一生、井上大佑、ラビンドラナート・タゴール、孫文、マハトマ・ガンディー、スカルノ、毛沢東、リー・クアンユー、鄧小平、コラソン・アキノ、豊田英二、ラーマ5世、モンコンブ・スワミナサン、黒澤明、ダライ・ラマ14世、盛田昭夫。